# 헤더 매콤
헤더 매콤(영어: Heather McComb, 1977년 3월 2일 ~ )음 미국의 배우, 영화 제작자이다.

## 출연 작품
- 더 데이: 최후의 심판 (2016년) - 로라 역
- 배틀 스카스 (2015년)
- 몽유병자 (2012년) - 레베카 역
- 코너드 (2011년) - 자넷 역
- 더 이벤트 (2010년) - 안젤라 콜리어 역
- 2012: 슈퍼노바 (2009년) - 로라 역
- 샤크 스웜 (2008년)
- 스틸 시티 (2006년)
- 올 더 리얼 걸스 (2003년)
- 돈스 플럼 (2001년)
- 그 남자에겐 뭔가 특별한 향기가 있다 (2000년)
- 더 월 2 (2000년) - segment 1972 - 다이앤 역
- 조이라이더스 (1999년)
- 여기보다 어딘가에 (1999년) - 제니스 펄만 역
- 죽음보다 무서운 비밀 (1998년) - 벡키 트래스크 역
- 프로파일러 (1996년)
- 베토벤 2 (1993년)
- 스테이 튠 (1992년)
- 어벤저 2 (1991년)
- 아웃사이더 (1990년)
- 뉴욕 스토리 (1989년)

### 텔레비전
- 프리즌 브레이크 시즌1 (2005년)